# ライ・クーダー・ファースト
『ライ・クーダー・ファースト』（原題：Ry Cooder）は、アメリカ合衆国のミュージシャン、ライ・クーダーが1970年に発表した、ソロ名義では初のスタジオ・アルバム。

## 解説
「ダーク・イズ・ザ・ナイト」は、ブラインド・ウィリー・ジョンソンが1927年に録音・1928年に発表した曲「Dark Was the Night - Cold Was the Ground」のカヴァーで、クーダーは後年、映画『パリ、テキサス』のサウンドトラックにおいても、この曲を「Dark Was the Night」というタイトルで取り上げている。ジャケットに写っている車は、1937年製のエアストリームのキャンピングトレーラーである。
Brett Hartenbachはオールミュージックにおいて5点満点中4点を付け「彼自身の複雑でシンコペーションしているギター、ヴァン・ダイク・パークスとレニー・ワロンカーによる風変わりな音作り、パークスとカービー・ジョンソンによるストリングス・アレンジをフィルターとして、ブルース、フォーク、ロックンロール、ポップスの興味深い融合を創造している」と評している。

## 収録曲
1. アリモニー - Alimony (Brenda Jones, Welton Young, Robert Higginbotham) - 2:55
2. フランス・チャンス - France Chance (Joe Callicott) - 2:48
3. ワン・ミート・ボール - One Meat Ball (Louis Singer, Hy Zaret) - 2:29
4. ドレミ - Do Re Mi (Woody Guthrie) - 3:03
5. オールド・ケンタッキー - My Old Kentucky Home (Turpentine & Dandelion Wine) (Randy Newman) - 1:48
6. プア・マン - How Can a Poor Man Stand Such Times and Live? (Alfred Reed) - 2:46
7. アヴェイラブル・スペイス - Available Space (Ry Cooder) - 2:14
8. ピッグ・ミート - Pigmeat (Huddie Ledbetter) - 3:08
9. ポリス・ドッグ・ブルース - Police Dog Blues (Arthur Blake) - 2:46
10. ゴーイン・トゥ・ブランズヴィル - Goin' to Brownsville (John Estes) - 3:24
11. ダーク・イズ・ザ・ナイト - Dark Is the Night (Blind Willie Johnson) - 2:47

## 参加ミュージシャン
- ライ・クーダー - ボーカル、ギター、ベース、マンドリン
- ヴァン・ダイク・パークス - ピアノ、アレンジ
- クリス・エスリッジ - ベース
- ロイ・エストラーダ - ベース
- マックス・ベネット - ベース
- リッチー・ヘイワード - ドラムス
- ジョン・バーベイタ - ドラムス
- ミルト・ホランド - パーカッション
- ボビー・ブルース - ヴァイオリン
- カービー・ジョンソン - アレンジ、指揮
- グロリア・ジョーンズ& Co. - ボーカル